# شريان غربالي أمامي
الشريان الغربالي الأمامي (بالإنجليزية: Anterior ethmoidal artery)‏ هو أحد شرايين الرأس وفرع من الشريان العيني.

## الامتداد
يُرافق الشريان الغربالي الأمامي عصب آخر عبر «القناة الغربالية الأمامية» هو "العصب النيسوسيلياري"، ويَمرّ هذا العصَب عبر أمام ووسط الجيب الغربالي والجيب الجبهي ثم يَدخل إلى الجمجمة.

## الفروع
عندما يَدخل الشريان الغربالي الأمامي الجمجمة يَتفرع إلى:
- فرع غلافي يُؤدي إلى الأم الجافية، يُعرف أيضاً بـ«الشريان الغلافيّ الأمامي».
- فروع أنفية تنحدر إلى جوف الأنف عبر الثقب المَوجود بجانب عرف الديك وتمرّ بحذاءِ المَمر المَوجود على السطح الداخليّ لعظم الأنف، واصلاً بذلك إلى الجدار الجانبي وحجرة الأنف، إضافة إلى فرع جانبي على سقف الأنف يَقع بين العظم الأنفيّ والغضروف الأنفيّ الوحشي.

## أُنظر أيضاً
- ضفيرة كيسلباخ.